# Главное управление милиции
Главное управление рабоче-крестьянской милиции (ГУ РКМ) — структурное подразделение НКВД СССР (1934-1946 г.г.), оно же Главное управление милиции (ГУМ) как структурное подразделение  МВД СССР (1946-1949 и 1953-1969 г.г.), и МГБ СССР (1949-1953г.г.).

## Основные этапы истории
- 11 марта 1917 года Постановлением Временного правительства упразднен Департамент полиции МВД Российской империи. На его базе образовано Временное управление по делам общественной полиции и обеспечению имущественной безопасности граждан МВД России. Штатная численность управления составляла 48 человек.
- 15 июня 1917 года Постановлением Временного правительства Временное управление по делам общественной полиции и обеспечению имущественной безопасности граждан преобразовано в Главное управление по делам милиции и по обеспечению личной и имущественной безопасности граждан (Главмилиция). Штатная численность увеличена до 95 человек.

#### Как структурное подразделение НКВД РСФСР (1917-1930)
- 26 октября (8 ноября) 1917 года Декретом II Всероссийского съезда Советов образован Народный комиссариат внутренних дел РСФСР.
- 29 октября (11 ноября) 1917 года в составе Отдела местного управления НКВД РСФСР образован Центральный аппарат рабоче-крестьянской милиции (на правах отделения).
- (2) 15 декабря 1917 года Главное управление по делам милиции и по обеспечению личной и имущественной безопасности граждан МВД ликвидировано.
- 1 августа 1918 года Центральный аппарат рабоче-крестьянской милиции преобразован в Управление советской рабоче-крестьянской милиции, в составе Отдела местного правления НКВД РСФСР.
- 7 октября 1918 года Управление советской рабоче-крестьянской милиции преобразовано в самостоятельное Главное управление милиции (ГУМ) НКВД РСФСР.
- 13 августа 1923 года в составе НКВД образовано Центральное административное управление (ЦАУ). Главное управление милиции ликвидировано, отделы входящие в него вошли в ЦАУ. Начальник ЦАУ одновременно являлся начальником милиции РСФСР.
- 31 декабря 1927 года Центральное административное управление НКВД РСФСР ликвидировано. Вместо него образованы: отдел милиции, отдел уголовного розыска и отдел административного надзора. Начальник отдела милиции одновременно являлся начальником милиции РСФСР.
- 15 декабря 1930 года Постановлением ЦИК и СНК СССР, НКВД РСФСР ликвидирован[1].

#### При СНК РСФСР (1930-1932) и при  ОГПУ СССР (1932-1934)
- 31 декабря 1930 года образовано Главное управление рабоче-крестьянской милиции (ГУ РКМ) при СНК РСФСР[2]. Положением о Рабоче-крестьянской милиции было установлено, что соответствующие Управления создаются при СНК всех союзных республик[3].
- 27 декабря 1932 года во изменение Положения о РКМ было утверждено Положение о Главном управлении рабоче-крестьянской милиции, в соответствии с которым ГУ РКМ передано в ведение ОГПУ СССР [4]. Но при этом республиканские главные управления милиции в ОГПУ СССР не передавались, они оставались в ведении СНК республик и сохраняли организационную самостоятельность.

#### Как структурное подразделение НКВД СССР-МВД СССР (1934-1949)
- 10 июля 1934 года образован НКВД СССР, в состав которого вошло как ОГПУ СССР, так и  Главное управление рабоче-крестьянской милиции (ГУ РКМ)[5].
- 26 февраля 1940 года ГУ РКМ преобразовано в Главное управление милиции (ГУМ) НКВД СССР.
- 3 февраля 1941 года  Указом ПВС СССР НКВД СССР разделен на НКВД СССР и НКГБ СССР. ГУМ в составе НКВД СССР.
- 20 июля 1941 года НКВД СССР и НКГБ СССР объединены в НКВД СССР[6].
- 31 июля 1941 года ГУМ вошло в состав образованного Административно-оперативного управления НКВД СССР.
- 14 апреля 1943 года Указом ПВС СССР НКВД СССР вновь разделен на НКВД СССР и НКГБ СССР. ГУМ по-прежнему в составе НКВД СССР.
- 15 марта 1946 года НКВД СССР преобразовано в МВД СССР в соответствии с Законом СССР "O преобразовании Совета народных комиссаров СССР в Совет министров СССР и Советов народных комиссаров союзных и автономных республик — в Советы министров союзных и автономных республик"[7].

#### Как структурное подразделение МГБ СССР (1949-1953)
- 17 октября 1949 года ГУМ передано из МВД СССР в МГБ СССР[8].
- 5 марта 1953 года на чрезвычайном совместном заседании Пленума ЦК КПСС, Совета министров СССР и Президиума Верховного Совета СССР, МВД СССР и МГБ СССР объединены в МВД СССР. Через 10 дней принят соответствующий Закон СССР[9].

#### Как структурное подразделение МВД СССР (1953-1960)
- 11 марта 1953 года. ГУМ в составе МВД СССР.

#### Как структурное подразделение МВД РСФСР - МООП РСФСР (1960-1966)
- 13 января 1960 года МВД СССР упразднено[10],  функции ГУМ на территории РСФСР переданы в МВД РСФСР (республиканское министерство существовало номинально с 13 марта 1948 года, но фактически создано 22 февраля 1955 года). Соответственно в МВД РСФСР Управление милиции преобразовано в Главное управление милиции (ГУМ) МВД РСФСР.
- 30 августа 1962 года МВД РСФСР преобразовано в Министерство охраны общественного порядка (МООП РСФСР)[11]. ГУМ МВД РСФСР переименовано в ГУМ МООП РСФСР.

#### Как структурное подразделение МООП СССР - МВД СССР (1966-1969)
- 26 июля 1966 года Указом ПВС СССР образовано Министерство охраны общественного порядка (МООП) СССР, а 17 сентября 1966 г. было упразднено МООП РСФСР. В состав МООП СССР передано ГУМ.
- 25 ноября 1968 года Указом ПВС СССР, МООП преобразовано в МВД СССР.
- 11 февраля 1969 года утверждена новая структура МВД СССР, согласно которой ГУМ было расформировано, а на его базе созданы самостоятельные управления по направлениям милицейской службы: Управление административной службы милиции, Управление уголовного розыска (УУР), Управление по борьбе с хищениями социалистической собственности и спекуляцией, Управление ГАИ, Управление транспортной милиции и Управление специальной милиции[12].

## Руководители
- Сидамон-Эристов, Георгий Дмитриевич (11 марта 1917 — 15 июня 1917)
- Дижбит, Андрей Мартынович (1 августа 1918—1919)
- Васильев-Южин, Михаил Иванович (1919—1920)
- Корнев, Василий Степанович (1920—1921)
- Хвесин, Тихон Серафимович (1921—1922)
- Сергиевский, Пётр Константинович (1923—1927)
- Киселёв, Иван Фёдорович (1928—1931)
- Каширин, Иван Дмитриевич (1931)
- Усов, Дмитрий Васильевич (1932)
- Прокофьев, Георгий Евгеньевич (27 декабря 1932 — 4 января 1934)
- Бельский, Лев Николаевич (4 января 1934 — 7 августа 1937)
- Чернышёв, Василий Васильевич (7 августа 1937 — 18 февраля 1939)
- Серов, Иван Александрович (18 февраля 1939 — 29 июля 1939)
- Зуев, Павел Никитич (29 июля 1939 — 14 марта 1940)
- Галкин, Александр Григорьевич (14 марта 1940 — 10 марта 1947)
- Леонтьев, Александр Михайлович (10 марта 1947 — 11 марта 1953)
- Стаханов, Николай Павлович (11 марта 1953 — 22 февраля 1955)
- Филиппов, Тарас Филиппович (11 марта 1955 — 4 апреля 1956)
- Барсуков, Михаил Васильевич (4 апреля 1956 — 10 августа 1959)
- Калинин, Григорий Иванович (10 августа 1959 — 25 января 1960)
- Кудрявцев, Алексей Яковлевич (1962—1967)

## Место хранения архивных фондов
ГА РФ.
Фонд № Р-9415, 5 описей, 2179 единиц хранения.